# Donatia
Donatia es un género con tres especies de plantas con flores perteneciente a la familia Stylidiaceae y el único género de la subfamilia Donatioideae. 

## Especies seleccionadas
- Donatia fascicularis
- Donatia magellnica
- Donatia novae-zelandiae